# Сан-Хосе-де-Окоа
Сан-Хосе-де-Окоа (исп. San José de Ocoa) — провинция Доминиканской Республики. Была отделена от провинции Перавия 1 января 2000 года.

## Муниципалитеты и муниципальные районы
Провинция разделена на три муниципалитета (municipio), а в пределах муниципалитетов — на три муниципальных района (distrito municipal — D.M.):
- Ранчо-Арриба
- Сабана-Ларга
- Сан-Хосе-де-Окоа
  - Ла-Сьенага (D.M.)
  - Нисао-Лас-Ауямас (D.M.)
  - Эль-Пинар (D.M.)

Население по муниципалитетам на 2012 год (сортируемая таблица):
| № | Название                   | Общее население | Городское население | Сельское население |
| - | -------------------------- | --------------- | ------------------- | ------------------ |
| 1 | Ранчо-Арриба               | 12 586          | 3985                | 8601               |
| 2 | Сабана-Ларга               | 12 698          | 7693                | 5005               |
| 3 | Сан-Хосе-де-Окоа           | 57 174          | 42 281              | 14 893             |
|   | Провинция Сан-Хосе-де-Окоа | 82 458          | 53 959              | 28 499             |